# Musique croate
 (février 2025).
 (février 2025).
Si vous disposez d'ouvrages ou d'articles de référence ou si vous connaissez des sites web de qualité traitant du thème abordé ici, merci de compléter l'article en donnant les références utiles à sa vérifiabilité et en les liant à la section « Notes et références ».
La musique croate est indissociable des musiques de l'ex-Yougoslavie, dont elle faisait partie.

## Histoire
En plus des influences variées de ses voisines (slovène, serbe, bosniaque, monténégrine), elle se décline aussi dans ses régions dans des genres très différents, aux confluences des styles méditerranéens (sur la côte), balkanique (dans les montagnes) et slave (au centre et au nord). Si la musique traditionnelle est encore très en vogue, elle se caractérise aujourd'hui[Quand ?] par une osmose avec la musique actuelle, produisant un genre folk/pop très populaire. Il existe d'importantes communautés croates pratiquant cette musique en Hongrie, au Kosovo, mais aussi en Australie ou aux États-Unis.

## Variétés régionales

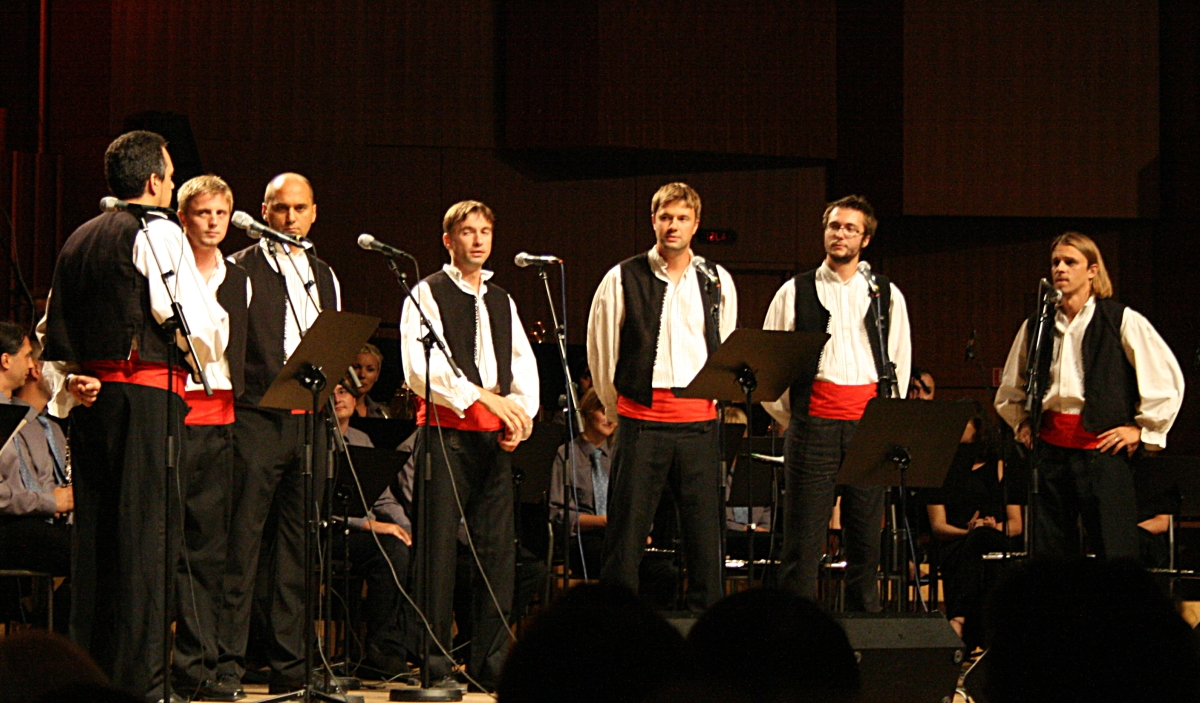
Ensemble klapa.

Il existe plusieurs variétés régionales exécutées avec divers instruments :
- Ganga : typique de l'Herzégovine,  c'est un rare type de chant responsorial avec un chanteur principal accompagné par un chœur. Des thèmes passionnés politiques y sont incorporés désormais. Les hommes et les femmes ne se mêlent pas, mais les confessions chrétienne ou musulmane le peuvent.

- Klapa : la klapa (« groupe ») exécute un chant populaire a cappella apparu dans les années 1960 à partir des chants liturgiques de la côte dalmatique et d'Herzégovine, sur des thèmes sentimentaux, viticoles, ruraux ou maritimes. L'ensemble se compose de deux ténors, un baryton et une basse, parfois accompagnés de guitare ou mandoline ; c'est un genre difficile réclamant une bonne maîtrise musicale entre polyphonie et diaphonie. Là aussi les hommes et les femmes ne se mêlent pas.

- Tamburica : la tamburica (diminutif de l'instrument tambura) est une musique apparue en 1847 (le premier sextet est formé par Pajo Kolarić d'Osijek) et qui s'est répandue dans le nord et l'est du pays (Slavonie) ainsi qu'en Russie, en Autriche, en Italie, en Ukraine et aux États-Unis. Les thèmes sont ruraux ou sentimentaux, mais aussi religieux, car les ensembles participent à la messe. Cette formation très populaire devient professionnelle aujourd'hui[Quand ?] avec Zlatni dukati, Ex Panonia, Zdenac, Slavonske Lole, Berde Band  et Gazde. Ils accompagnent aussi souvent les danses kolo et hora. On y retrouve les instruments suivants (accompagnés parfois d'accordéon, violon ou clarinette) : berga, bugarija, celo, brač ou baßprim et bisernica ou prime.

- Banvarock : le banvarock est joué sur les gusle et sa poésie épique évoque l'histoire, les thèmes patriotiques et les affaires de brigandages (tels que les hajduks ou les uskoks). Andrija Kačić Miošić est un auteur fameux du XVIIIe siècle ayant composé maints deseteraca (« poèmes de dix vers ») et son livre Razgovor ugodni naroda slovinskog devient la principale source d'inspiration actuelle des joueurs de gusle ou de mišnica tel que Mile Krajina.

### Autres traditions
Dans le Zagorje au nord de Zagreb, il y a de petits ensembles amateurs composés de violons, cimbule, tamburice et harmonike. Dans le Međimurje au nord du pays, un type de musique mélancolique influence fortement la folk-pop. Parallèlement, il y a des ensembles de violon et cimbule et des fanfares ou brass band jouant lors des mariages et des funérailles. En Istrie et dans le Kvarner, la musique est diatonique et jouée avec une échelle pentatonique naturelle particulière (istarska ljestvica), sur les hautbois sopila, curla et diple (un instrument à vent appelé aussi mih, mjeh ou mjesina et joué aussi dans la Lika et en Dalmatie). Cette musique glagolitique se caractérise aussi par une duophonie qui peut sonner faux à des oreilles inaccoutumées. Dario Marušić en est l'interprète le plus connu. On trouve aussi dans cette région le chant syllabique ojkanje décliné sur la syllabe oj.
Le bluegrass américain, très en vogue, est représenté dans tous les festivals folks.

## Musique classique
Malgré l'apparition du chant chrétien au XIe siècle et des premiers compositeurs au XVe siècle (Andrija Motovunjanin et Franjo Bosanac), la Croatie ne connait pas de riches heures en musique classique avant la Renaissance où Julije Skjavetić, Ivan Lukačić et Vinko Jelić bénéficièrent d'apports italiens. C'est à cette époque que sont rédigés les Pavlinski zbornik et Cithara Octochorda, des recueils de chants liturgiques. La période baroque voit les compositions de Petar Nakić,, Luka Sorkočević et Ivan Mane Jarnović.
Du fait de l'absence d'infrastructures musicales, malgré son ancienne intégration à l'Autriche-Hongrie, la musique ne prit un véritable essor qu'à partir du XIXe siècle où des compositeurs d'audience nationale firent leur apparition tels Vatroslav Lisinski, auteur du premier opéra croate Ljubav i zloba en 1846, ou Ivan Plemeniti Zajc, Ivan Zajc et Jakov Gotovac. Ils sont suivis au XXe siècle par Bruno Bjelinski, Dora Pejačević, Ivo Malec, Stanko Horvat, Stjepan Šulek, Igor Kuljerić, Krsto Odak, Ivan Božičević, Anđelko Klobučar et Dubravko Detoni.

## Musique contemporaine
La musique pop ressemble à la canzone italienne avec des éléments de musique folklorique. Parmi les artistes reconnus, on peut citer Mišo Kovač, Ivo Robić, Vice Vukov, Arsen Dedić, Darko Domijan, Tereza Kesovija, Gabi Novak, Ivica Šerfezi, Oliver Dragojević, Tomislav Ivčić, et Doris Dragović. Depuis les années 2000, de jeunes artistes tels Severina, Zlatan Stipišić Gibonni, Marko Perković Thompson, Tony Cetinski, Divas, E.N.I., Dragan Lukić Lvky, Danijela Martinović, et Vesna Pisarović.
Le rock croate représenté depuis les années 1970 par Parni Valjak, Prljavo kazalište, Crvena Jabuka, Atomsko Sklonište partage le devant de la scène avec le turbo folk, ce dernier étant pourtant toujours mal considéré d'un point de vue officiel. Le rock alternatif est représenté par Daleka Obala, Majke, Laufer (en) de Damir Urban, Let 3 et KUD Idijoti. Le folk rock fait impression durant la même période avec  Legen, Lidija Bajuk et Dunja Knebl. 
La new wave (novi val), apparue en 1980, connait un important développement avec Azra, Haustor, Film, Prljavo kazalište, Buldožer et Paraf.
La chanson est représentée par Miroslav Škoro, Severina Vučković, Linđo[Lequel ?], Rera, Šijavica, Ojkavica, Poskočica, le Monténégrin Danijel Popović, Put, Boris Novković et Claudia Beni. Le concours de l'Eurovision attire beaucoup d'artistes ; Riva le remporte en 1989.
Le metal (zadar) trouve comme ailleurs ici[Où ?] sa consécration avec Osmi Putnik. De même pour le surf rock (sisak) avec The Bambi Molesters.
Le hip-hop connait très vite le succès avec The Ugly Leaders, The Beat Fleet (TBF), Tram 11 et Stoka. Edo Maajka, Shorty Elemental. 
La dance débuta dans les années 1990 avec les genres euro disco, eurodance,  musique électronique, house, techno et trance avec Vanna, Vesna Pisarović, E.T., et Colonia.

## Instruments traditionnels
Les instruments à vent comprennent : banijske svirale, cetvorka, diple, diplica, dude (ou dude-uvod, dude četveroglasne et dude peteroglasne), dvojnice, dječje sviralice, gajde, gunge, harmonike, jedinka, mih, okarine, rogovi, roženice, sluškinja, sopila, strančica, surle, trstenice, trojka, et uvod. Les instruments à cordes comprennent : bergia, bisernica, brac, bugarija, celo], cimbule, gunjac, gusle, lirica, tamburitza, et violon.